# Stormcrowfleet
Stormcrowfleet è l'album di debutto della band finlandese Skepticism.

## Il disco
Stormcrowfleet è uno dei capisaldi del Funeral doom metal, creatore di uno stile da molti ritenuto il più classico all'interno del genere. L'album uscì appena un anno dopo il capostipite del funeral doom (Stream from the heavens dei Thergothon, anch'essi finlandesi) e nello stesso anno di Tragedies dei norvegesi Funeral, che daranno il nome al genere. È da notare che all'interno della "triade" originaria del funeral doom nordico, gli Skepticism sono l'unica band sopravvissuta: i Thergothon, infatti, si sono sciolti, mentre i Funeral hanno cambiato genere.
Le coordinate musicali di Stormcrowfleet sono le stesse che torneranno negli album successivi della band: riff lentissimi e pesanti, generalmente sorretti da un tappeto di tastiere (spesso vicine al suono di un organo a canne); voce in grunt particolarmente cavernosa, distante ed inintelligibile; batteria marziale che richiama una marcia funebre (quello che diventerà lo stile percussionistico tipico del genere), con ritmiche semplici e lente ma non banalì né ripetitive; melodie che richiamano la musica medioevale; atmosfere molto tenebrose ma prive di emozioni violente, quasi rilassanti. Quest'ultimo è un elemento particolarmente presente in Stormcrowfleet, laddove gli album successivi tenderanno ad introdurre una maggiore tensione (seppur sempre controllata). Stormcrowfleet è in particolar modo l'album metal più vicino alla musica ambient, probabilmente anche a causa della registrazione decisamente lo-fi: gli strumenti tendono infatti a confondersi fra loro, sfiorando a tratti la fusione in un unico flusso sonoro.
I testi, come già avvenuto con i Thergothon, sono suggestivi ed impersonali, e si incentrano principalmente su immagini della natura.

## Elenco Tracce
1. Sign of a Storm – 10:13
2. Pouring – 8:48
3. By Silent Wings – 7:06
4. The Rising of the Flames – 11:31
5. The Gallant Crow – 7:39
6. The Everdarkgreen – 12:15

## Formazione
- Matti – voce
- Jani Kekarainen – chitarra
- Eero Pöyry – tastiere
- Lasse Pelkonen – batteria
- J. Korpihete – basso